# Sew Torn
Sew Torn - Fäden des Verbrechens (Originaltitel: Sew Torn) ist ein Thriller von Freddy Macdonald. In der US-amerikanisch-schweizerischen Koproduktion, die auf einem gleichnamigen Kurzfilm des Regisseurs basiert, spielt Eve Connolly eine Schneiderin, die kurz vor der Pleite steht. Der Film erzählt, wie sie auf einen geplatzten Drogendeal trifft und zeigt die jeweiligen Auswirkungen ihrer Entscheidungen am Tatort, die zu drastisch unterschiedlichen Ergebnissen führen. Sew Torn - Fäden des Verbrechens feierte im März 2024 beim South by Southwest Film Festival seine Weltpremiere. Eine erste Vorstellung in der Schweiz fand im August 2024 auf der Piazza Grande am Locarno Film Festival statt. Im Mai 2025 kam Sew Torn - Fäden des Verbrechens in die US-Kinos und wurde von Kritikern sehr gelobt. 

## Handlung
Die Schneiderin Barbara Duggen lebt in einem Schweizer Bergdorf. Ihre Mutter, die das Geschäft „Heimat der sprechenden Porträts“ nannte, hat ihr nach ihrem Tod die Leitung des Familienunternehmens überlassen. Sie steht kurz vor der Pleite und weiß nicht mehr weiter.
Obwohl Barbara fast keine Aufträge hat, vergisst sie an einem Tag einen Termin bei ihrer Kundin Grace Vessier für eine Anprobe. Sie will das dritte Mal heiraten. Grace Vessier zeigt sich von Barbara enttäuscht. Als ein Knopf des Kostüms abfällt, muss Barbara zurück ins Geschäft fahren und einen neuen holen. Unterwegs kommt sie zu einem gerade geschehenen Unfall. Zwei Biker liegen schwer verwundet auf der Straße, eine Aktentasche, zwei Waffen und Tüten mit verdächtigem weißem Pulver neben ihnen auf dem Asphalt verstreut.
Barbara überlegt, was in dieser Situation das Richtige wäre, ob sie einfach weiterfahren, den Notruf wählen oder die Beute an sich nehmen soll.

## Produktion

### Regie, Drehbuch und Filmtitel
Regie führte Freddy Macdonald, der zusammen mit seinem Vater Fred Macdonald auch das Drehbuch schrieb und den Filmschnitt übernahm. Sew Torn - Fäden des Verbrechens ist der erste abendfüllende Spielfilm des schweizerisch-US-amerikanischen Regisseurs und basiert auf seinem gleichnamigen, sechsminütigen Kurzfilm aus dem Jahr 2019, der eigentlich als sein Bewerbungsfilm für die Filmhochschule gedacht war, von Searchlight Pictures erworben wurde und sich dank eines landesweiten Kinostarts in den USA für den Oscar qualifizierte. Macdonalds Kurzfilm Shedding Angels von 2022 wurde im Rahmen der Student Academy Awards ausgezeichnet.
„Sew Torn“ könne in etwa mit „zerrissen nähen“ übersetzt werden, so der Regisseur. Es gehe buchstäblich darum, „so zerrissen“ zu sein, dass man nicht weiß, welche Entscheidung man treffen soll.

### Besetzung

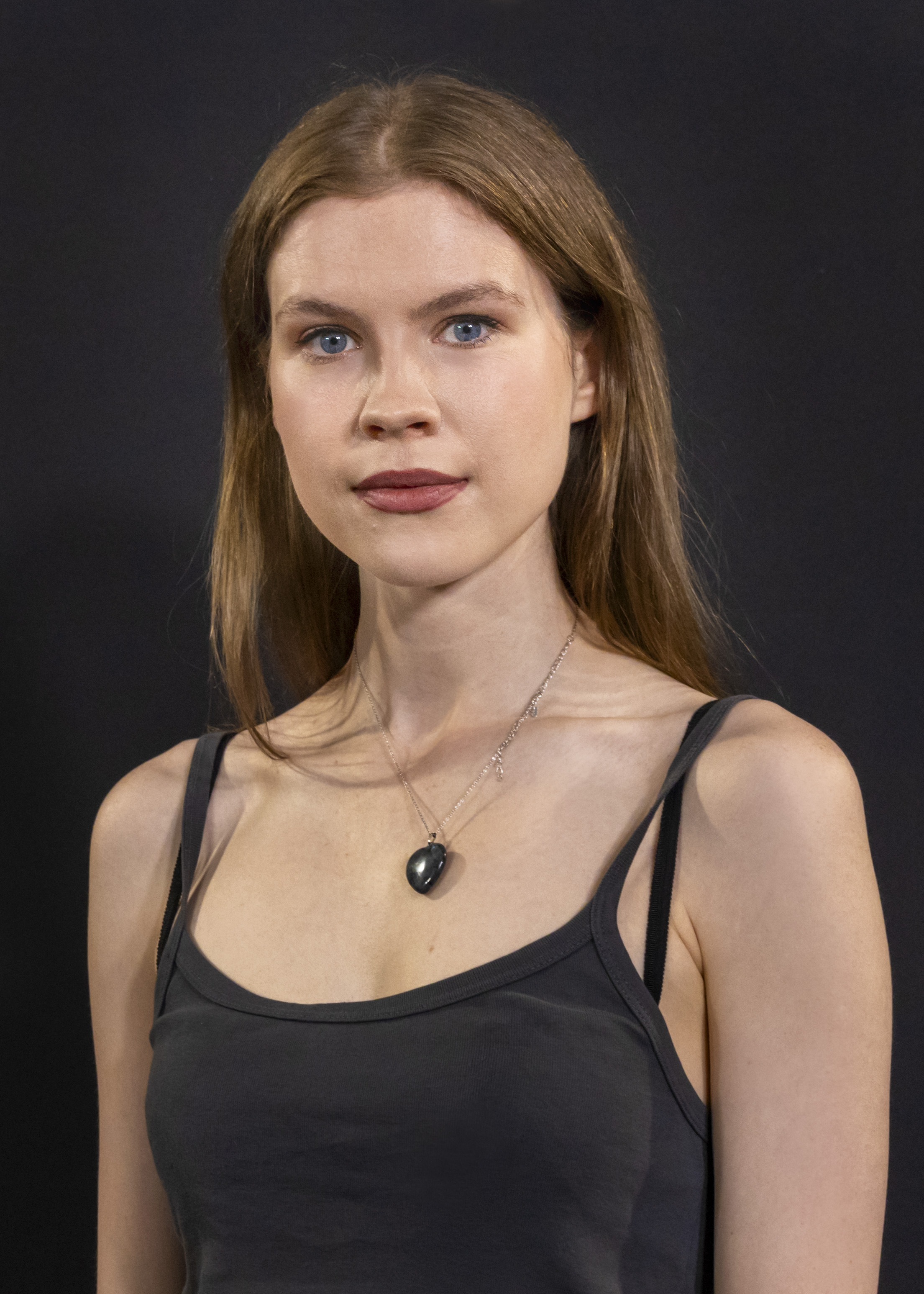
Eve Connolly spielt Barbara

Eve Connolly, bekannt aus ihren Rollen in dem Film The Other Lamb und der Fernsehserie Into the Badlands, spielt in der Hauptrolle die Schneiderin Barbara Duggen. In Macdonalds Kurzfilm war Dagna Litzenberger-Vinet in dieser Rolle zu sehen. Caroline Goodall spielt Barbaras Kundin Grace Vessler.  Der Kanadier Calum Worthy, der bereits in Macdonalds Kurzfilm Shedding Angels zu sehen war, und der Nordire John Lynch spielen Joshua und Hudson Armitage. K. Callan ist in der Rolle von Ms. Engel zu sehen, der Justiziarin der Gegend. Auch sie spielte bereits in Shedding Angels. Weitere Rolle übernahmen die Schweizer Schauspieler Thomas Douglas und Werner Biermeier. Petra Wright leiht sowohl dem „spechenden Porträt“ der jungen Barbara als auch dem ihrer Mutter ihre Stimme. Das Casting übernahm Sharon Howard Field.

### Dreharbeiten und Postproduktion
Die Dreharbeiten fanden im Herbst 2022 im Taminatal in der Schweizer Region Sarganserland-Werdenberg statt, unter anderem in Bad Ragaz. Dort fanden bereits die Dreharbeiten für Macdonalds Kurzfilm statt. Kameramann war der Schweizer Sebastian Klinger, der bereits oft mit Macdonald zusammenarbeitete. Er kannte die Region Sarganserland-Werdenberg bereits aus früheren Projekten. Klinger tritt auch als einer der Produzenten des Films in Erscheinung.
Die Schweizer Produktionsfirma Orisono wurde Koproduzent des Projekts und stellte lokales Know-how und Produktionsdienstleistungen zur Verfügung. Als Koproduzent des spanischen Spielfilms Color of Heaven von Joan-Marc Zapata, der am Internationalen Filmfestival von San Sebastián uraufgeführt wurde, und als lokaler Produktionspartner für die peruanische Netflix-Serie Contigo Capitán, war Orisono mit den Bedingungen der Filmproduktion in der Schweiz vertraut. Die Gründer von Orisono, Alexander Stratigenas und Timothy Ross, waren auch an der Postproduktion von Sew Torn - Fäden des Verbrechens beteiligt und stellten zusammen mit ihrem Geschäftspartner Soundville Media Studios eines der besten Dolby Atmos-Tonstudios der Schweiz für den Film zur Verfügung.

### Filmmusik und Ton
Für die Musik und den Ton war der Franzose Jacob Tardien verantwortlich. Er verwendete bei seiner Arbeit ein Theremin und setzte das Geräusch einer Schere als akustisches Motiv ein. Douglas Davidson schreibt in seiner Kritik bei Elements of Madness, dieses ähnele der tickenden Uhr im Sounddesign von Christopher Nolans Kriegsdrama Dunkirk und weise ebenfalls auf den unerbittlichen Lauf der Zeit hin. Das Soundtrack-Album mit insgesamt 14 Musikstücken wurde zum US-Kinostart von Lost Upland als Download veröffentlicht.

### Marketing und Veröffentlichung

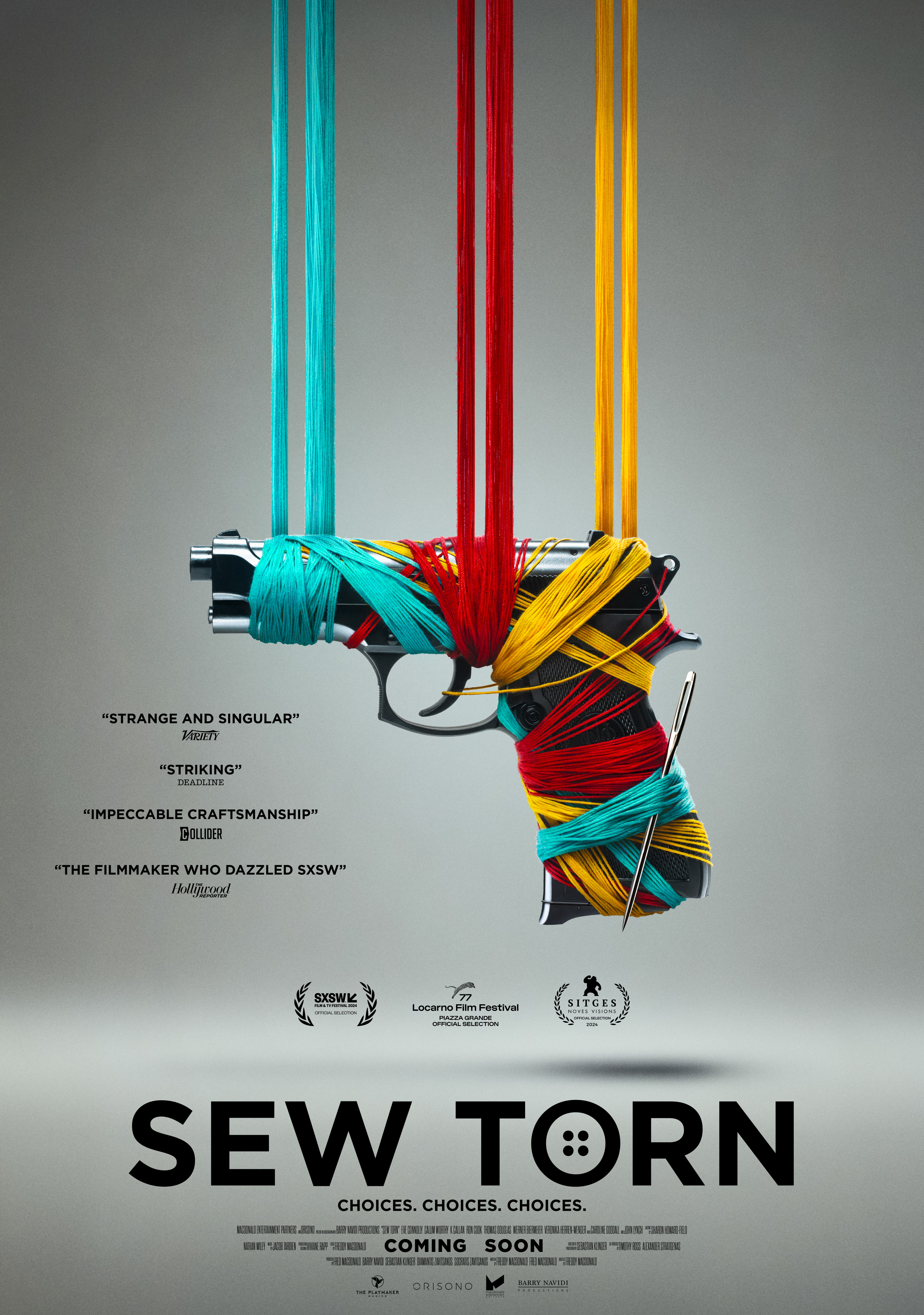
Offizielles Filmplakat

Die Weltpremiere von Sew Torn - Fäden des Verbrechens fand am 11. März 2024 beim South by Southwest Film Festival statt. Der erste Teaser wurde Anfang August 2024 vorgestellt. Ebenfalls im August 2024 wurde der Film beim Locarno Film Festival auf der Piazza Grande gezeigt. Anfang Oktober 2024 wurde er beim Sitges Film Festival vorgestellt und hiernach beim Newport Beach Film Festival und beim Leiden International Filmfestival. Im November 2024 wurde er bei Camerimage gezeigt und gewann Ende Januar den Preis der Jugendyjury beim Filmfestival Max Ophüls Preis.
Der erste Trailer wurde im Februar 2025 vorgestellt. Am 9. Mai 2025 kam der Film in ausgewählte US-Kinos. Den internationalen Vertrieb übernahm The Playmaker.

## Rezeption

### Kritiken
Sew Torn - Fäden des Verbrechens wurde von zahlreichen Fachzeitschriften und Magazinen positiv bewertet, darunter The Hollywood Reporter, Deadline, Variety, Mashable, Roger Ebert und Collider.
Im Juli 2025 wurde der Film mit dem Certified Fresh Status bei Rotten Tomatoes ausgezeichnet, bei 95 Prozent positiver Kritiken. Damit ist Sew Torn - Fäden des Verbrechens erst der zweite Schweizer Film, der diesen Status je erreichte.

### Auszeichnungen
Camerimage 2024
- Nominierung für die Beste Kamera in der Sektion Contemporary World Cinema (Sebastian Klinger)[34]

Filmfestival Max Ophüls Preis 2025
- Nominierung im Spielfilmwettbewerb
- Auszeichnung mit dem Preis der  deutsch-französischen Jugendjury[35][36]

Leiden International Filmfestival 2024
- Nominierung im Bonkers! Competition[37]

Locarno Film Festival 2024
- Nominierung für den Letterboxd Piazza Grande Award (Freddy Macdonald)[38]

Philadelphia Film Festival 2024 
- Lobende Erwähnung im Rahmen des Publikumspreises „Made in USA“ (Freddy Macdonald)[39]

Sitges Film Festival 2024
- Nominierung im Wettbewerb[20]

South by Southwest Film Festival 2024
- Nominierung für den Kickstarter NextGen Award (Freddy Macdonald)